# Fernand Khnopff

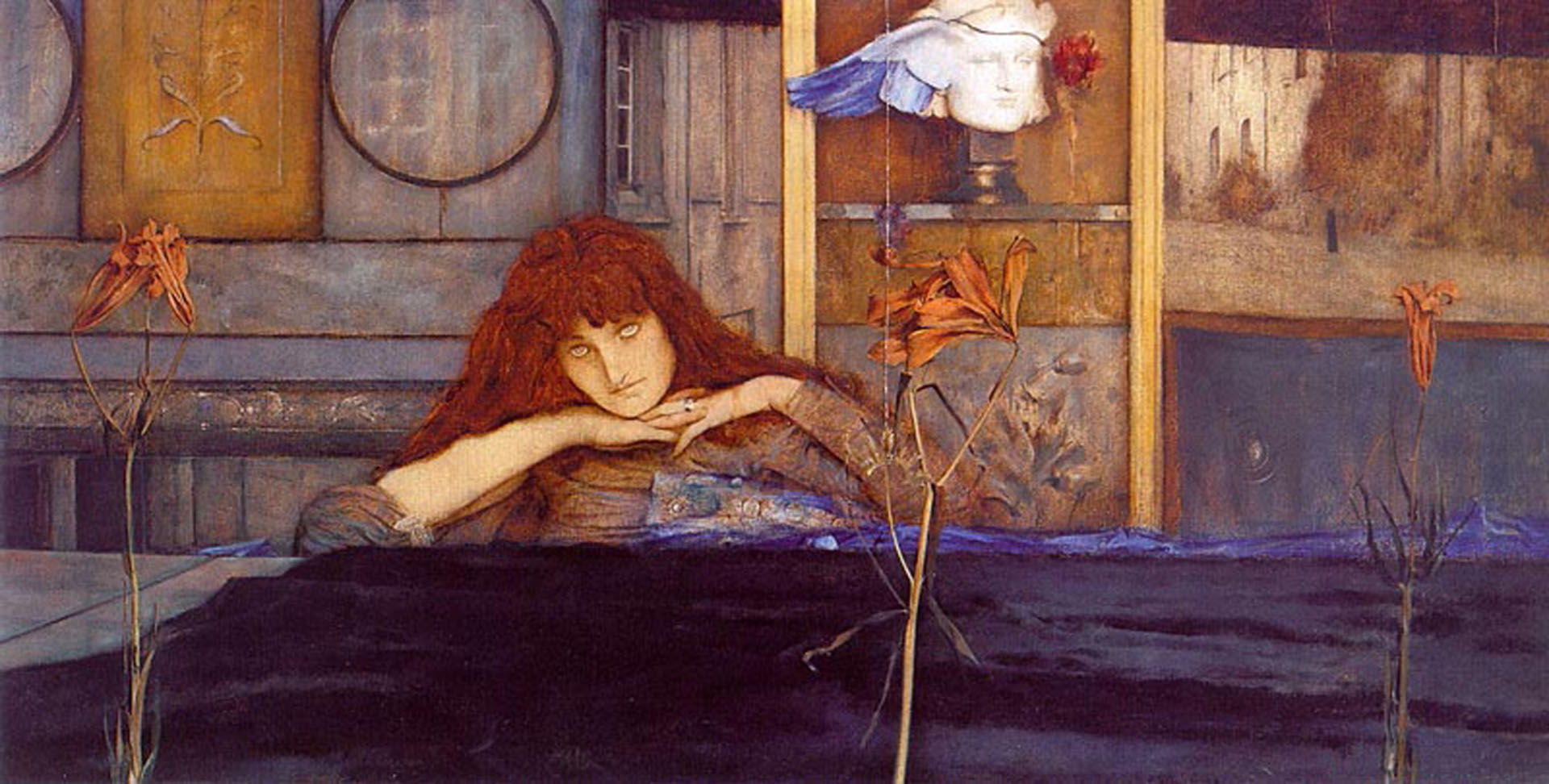
Cierro la puerta tras de mí (1891), Óleo sobre lienzo 72 × 140cm, Neue Pinakothek (Múnich).

Fernand Khnopff (Grembergen-lez-Termonde, 1858- Bruselas, 1921), fue un pintor belga cuya obra entronca con el simbolismo.

## Biografía
Fernand Khnopff nació en Grembergen-lez-Termonde en 1858, en el seno de una familia relacionada con Francisco José de Austria y la nobleza rusa. Influenciado seguramente por el ambiente familiar, inició estudios de derecho en la Universidad de Bruselas, pero pronto los abandonó para ingresar en la Academia de Bellas Artes, bajo la tutela de Xavier Mellery, pintor que orientó al joven Khnopff hacia la estética simbolista. En 1877 viajó a París, ciudad donde pudo admirar las obras de Delacroix, Gustave Moreau y los prerrafaelitas. Hay que destacar sobre todo la influencia ejercida por Edward Burne-Jones, pintor con quien Khnopff tendrá una estrecha relación en vida, como atestigua el Estudio Femenino de 1896, que incluye una dedicatoria al pintor británico.
Tras la estancia parisina, Khnopff participó activamente en la intensa actividad artística de Bruselas, en pleno apogeo durante el fin de siglo XIX, como lo prueba el hecho de que fuese uno de los fundadores del círculo de Los XX en 1883. Como parte de la cultura finisecular europea, también se interesó por el ocultismo, colaborando activamente con el Primer Salón Rosacruz, organizado por el místico Joséphin Péladan en 1892, así como en posteriores ediciones del mismo.
Durante su vida Khnopff llegó a ser considerado un auténtico árbitro del gusto y las tendencias artísticas de Bruselas, siendo capaz de compaginar sus cuadros más personales y crípticos con refinados retratos de la sociedad belga de su tiempo, incluyendo la más cercana a la Realeza. Pruebas de la importancia de su papel son su exposición individual de la Hannover Gallerie de Londres, su colaboración con la revista The Studio, y sobre todo el enorme éxito de crítica que obtuvo su obra en la exposición de la Secesión Vienesa de 1898, con el que presentó su obra a la Viena finisecular, otro foco cultural enorme durante el fin de siglo.
En 1900 se hizo construir en Bruselas una vivienda siguiendo planes completamente propios, distribuida en espacios estéticos organizados con los mismos criterios que su obra. El resultado fue una casa espaciosa y calma, en la que las estancias se distribuían supeditándose al estudio, habitación principal y lugar de trabajo de Khnopff concebido como un templo al Arte, decorado a tal efecto con emblemas, símbolos y diversos objetos alusivos a la creación artística. La casa fue demolida en 1930 con el consentimiento de la familia.
Durante la Primera Guerra Mundial permaneció en Bruselas, donde su natural inclinación a la soledad se convirtió en una consciente auto-reclusión ante los horrores de la guerra. Tras el conflicto el Simbolismo dejó de ser vanguardia definitivamente, y el artista es relegado a un relativo olvido.
Fernand Khnopff murió en Bruselas el 12 de noviembre de 1921.

## Obra
La obra de Fernand Khnopff se integra plenamente en la cultura europea finisecular, y por lo tanto participa de una manera de representar relativamente específica, participante de las búsquedas estéticas de su tiempo y que en líneas generales se conoce como Simbolismo, aunque el término no pueda definirse de forma concreta, puesto que no se desarrolló de manera unitaria, y se desplegó en diferentes manifestaciones según las distintas vías de expresión del arte. A pesar de la dificultad de definición del Simbolismo, sí que pueden registrarse en el arte de Khnopff ciertas maneras de representar comunes a esta tendencia, principalmente la huida y negación del mundo cotidiano material y la consiguiente construcción de mundos propios a través del arte, poblados de los aspectos no tangibles de la existencia: todo aquello que aunque no se perciba sensorialmente no es menos real, lo onírico, lo oculto, etc. Los cuadros de Khnopff construyen la realidad a base de metáforas, que son las verdaderas protagonistas de unos lienzos que comunican a algo más allá de la propia superficie pictórica. El cuadro es un vínculo entre el yo del espectador y el del artista, y su contenido siempre habla de algo que no se percibe con un juicio técnico o formal de la obra. Esta cualidad del arte de Khnopff es en realidad algo común a los artistas finiseculares, y de hecho es lo que permite la agrupación bajo el término Simbolismo de manifestaciones artísticas a priori muy diferentes.
A Khnopff se le ha acusado a menudo se ser demasiado difícil, puesto que en sus cuadros las alegorías y analogías que se desarrollan aluden a aspectos muy particulares del yo del artista, que mezcla y entrelaza las fuentes de sus símbolos en un mismo lienzo, consiguiendo así una obra laberíntica de casi imposible interpretación. Pero en el caso de Khnopff la forma no se altera en pos de una mejor expresión del símbolo o de la metáfora en que se convierta el cuadro, caso de los finiseculares más cercanos al Expresionismo como Edvard Munch o James Ensor. Al contrario, la técnica de Khnopff es de lo más preciosista, minuciosa y fotográfica. Con ello se gana en peso simbólico, puesto que el símbolo se comunica mejor a través de una forma reconocible.